# Ente previdenziale
Gli enti previdenziali sono delle istituzioni che gestiscono la previdenza e l'assistenza previste dalle assicurazioni generali obbligatorie dei vari paesi o sue forme sostitutive secondo il modello previdenziale corporativo (pensione di vecchiaia, pensione di anzianità, pensione di invalidità, pensione di inabilità, pensione di reversibilità).
Essi gestiscono sia sistemi pensionistici senza copertura patrimoniale utilizzando il metodo PAYG per il calcolo delle prestazioni previdenziali al fine di garantire la sostenibilità fiscale dei sistemi pensionistici obbligatori.
Le attività sono finanziate sia con le imposte specifiche (contributi previdenziali) sia con altri trasferimenti dello Stato.
Degli enti pubblici gestiscono quella che è comunemente detta previdenza di primo pilastro, distinta invece dalla previdenza complementare (detta anche "previdenza di secondo pilastro"), che si attua invece solitamente su base volontaria.
La partecipazione agli enti previdenziali è obbligatoria per legge.

## Nel mondo

Primo pilastro del sistema pensionistico per paese (2019):* Verde: Pensione di base non contributiva * Azzurro chiaro: Conti individuali obbligatori * Azzurro scuro: Sistema di fondi di previdenza * Giallo: I lavoratori possono passare dal sistema di previdenza sociale ai conti individuali * Arancio: Sistema di assicurazione sociale

In gran parte del mondo il primo pilastro previdenziale è assicurato da un sistema obbligatorio con un'assicurazione sociale, gestito con sistema a ripartizione.

### Francia

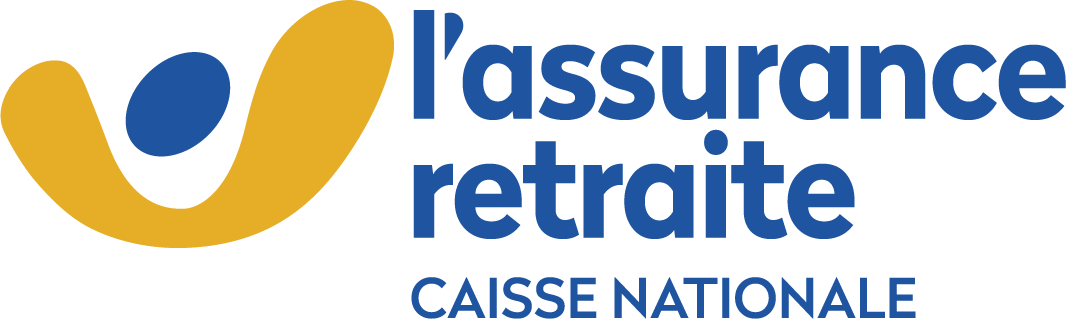
Il CNAV, istituto nazionale della previdenza obbligatoria francese.

In Francia il principale ente previdenziale pubblico che gestiste la previdenza di primo pilastro è il CNAV (Caisse nationale d'assurance vieillesse, anche detta soltanto Caisse nationale) inglobato nell'Assurance Retraite, che al 2023 gestisce un ammontare di oltre 21 milioni di lavoratori attivi e di oltre 15,3 milioni di pensionati.
In Francia per il primo pilastro previdenziale vi è un sistema a ripartizione e a prestazione definita (DB).

### Regno Unito
Nel Regno Unito vi è il sistema denominato National Insurance (NI), che gestisce il National Insurance Fund (NIF) e che è costituito da alcuni grandi fondi previdenziali pubblici.

### Stati Uniti d'America
Negli Stati Uniti fu costituita l'OASDI (Old-Age, Survivors, and Disability Insurance) con il Social Security Act del 1935.

### Italia

L'INPS, istituto nazionale della previdenza obbligatoria italiana.

Gli enti previdenziali (o enti pubblici previdenziali), nell'ordinamento giuridico italiano, sono le istituzioni previste ai sensi dell'art. 38 della Costituzione italiana che gestiscono la previdenza e l'assistenza previste dall'Assicurazione Generale Obbligatoria o sue forme sostitutive secondo il modello previdenziale corporativo (pensione di vecchiaia, pensione di anzianità, pensione di invalidità, pensione di inabilità, pensione di reversibilità).
Essi gestiscono sistemi pensionistici senza copertura patrimoniale utilizzando il metodo PAYG per il calcolo delle prestazioni previdenziali al fine di garantire la sostenibilità fiscale dei sistemi pensionistici obbligatori.
Le attività sono finanziate sia con le imposte specifiche (contributi previdenziali) sia con altri trasferimenti dello Stato.
Tali enti pubblici gestiscono quella che è comunemente detta previdenza di primo pilastro, distinta invece dalla previdenza complementare (detta anche "previdenza di secondo pilastro"), che si attua invece su base volontaria.
La partecipazione agli enti previdenziali è obbligatoria per legge.

#### Amministrazioni che gestiscono forme di previdenza sociale obbligatoria
L'ISTAT ogni anno compila l'elenco delle pubbliche amministrazioni ai sensi dell'art. 5 c. 7 del D.L. 12/2012 (che sostituisce il c. 2 dell'art. 1 della L.196/2009)
In applicazione del Sistema Europeo dei Conti (Sec95) per l'ISTAT, "indipendentemente dal regime giuridico (pubblico o privato) che la regola, una Unità istituzionale è classificata nel settore delle Amministrazioni Pubbliche (Settore S13) se":
- è di proprietà o amministrata o controllata da Amministrazioni pubbliche;
- non deve vendere sul mercato o, in caso contrario, deve vendere a prezzi non economicamente rilevanti (cioè i ricavi non devono eccedere il 50% dei costi di produzione dei servizi). Nel caso in cui i ricavi fossero superiori al 50% dei costi di produzione si sarebbe in presenza di enti “market” (di mercato) e non di Amministrazioni Pubbliche.

Anche le casse di previdenza dei liberi professionisti ai sensi del D.Lgs. 509/1994 e 103/1996 ancorché con personalità giuridica privata quali sono le associazioni o le fondazioni, sono quindi pubbliche amministrazioni.

##### Enti di diritto pubblico
- Istituto nazionale della previdenza sociale -  INPS
- Istituto nazionale per l'assicurazione contro gli infortuni sul lavoro –  INAIL

##### Pubbliche amministrazioni con personalità giuridica di diritto privato
Le casse trasformate con il D.Lgs. 509/1994 sono indicate nell'Elenco A dello stesso decreto legislativo:
- Cassa nazionale previdenza e assistenza ingegneri e architetti liberi professionisti (Inarcassa)[7]
- Cassa italiana di previdenza e assistenza geometri (CIPAG)
- Cassa nazionale del notariato
- Cassa di previdenza tra dottori commercialisti (CNPADC)
- Cassa nazionale previdenza e assistenza ragionieri e periti commerciali (CNPR)
- Cassa nazionale di previdenza e assistenza forense
- Ente nazionale di previdenza e assistenza dei farmacisti – ENPAF
- Ente nazionale di previdenza ed assistenza dei veterinari – ENPAV
- Ente nazionale di previdenza e assistenza per i consulenti del lavoro – ENPACL
- Ente nazionale di previdenza per gli addetti e gli impiegati in agricoltura – ENPAIA
- Ente nazionale previdenza e assistenza dei medici e degli odontoiatri – ENPAM
- Ente nazionale di assistenza per gli agenti e i rappresentanti di commercio Fondazione ENASARCO
- Fondo agenti spedizionieri e corrieri – FASC
- Istituto nazionale di previdenza dei giornalisti italiani – INPGI
- Opera nazionale per l'assistenza agli orfani dei sanitari italiani – ONAOSI

Le casse nate con il D.Lgs. 103/1996 sono indicate nel Primo Rapporto ADEPP:
- Ente nazionale di previdenza ed assistenza a favore dei biologi (ENPAB)
- Ente nazionale di previdenza e assistenza della professione infermieristica (ENPAPI)
- Ente nazionale di previdenza ed assistenza per gli psicologi (ENPAP)
- Ente nazionale di previdenza per gli addetti e per gli impiegati in agricoltura (ENPAIA - gestione separata periti agrari e gestione separata per gli agrotecnici)
- Ente nazionale di previdenza ed assistenza periti industriali e dei periti industriali laureati (EPPI)
- Istituto nazionale di previdenza ed assistenza dei giornalisti italiani "Giovanni Amendola" (INPGI - gestione separata)
- Ente di previdenza e assistenza pluricategoriale degli attuari, dei chimici, dei dottori agronomi e dei dottori forestali, dei geologi (EPAP).

##### La sentenza del Consiglio di Stato del 28 novembre 2012
La sentenza ha confermato l'elenco delle pubbliche amministrazioni redatto dall'ISTAT che pertanto sono inserite nel Conto economico delle amministrazioni pubbliche.

##### Vigilanza degli enti pubblici con personalità giuridica di diritto privato
La vigilanza è delegata ai seguenti enti:
- Ministero del Lavoro e delle Politiche Sociali, al Ministero dell'Economia e delle Finanze ed al Ministero della Giustizia;
- Commissione di vigilanza sui fondi pensione COVIP;
- Commissione Parlamentare di controllo sulle attività degli Enti Gestori di Forme Obbligatorie di Previdenza Commissione Parlamentare
- Corte dei Conti, su corteconti.it. URL consultato il 23 aprile 2013 (archiviato dall'url originale il 19 giugno 2013).

##### Gli enti previdenziali come enti impositori
In Italia, gli enti previdenziali sono enti impositori in quanto obbligano i soggetti previsti dalle leggi speciali sulle assicurazioni sociali obbligatorie al pagamento dei contributi previdenziali.
Le imposte possono essere pagate in Italia con il Modello F24 che permette la compensazione dei tributi e contributi dovuti ai vari enti impositori (Stato, INPS, Comuni, Regioni, enti previdenziali).
Le modalità sono stabilite dal D.Lgs. 241/97.
Con Decreto interministeriale del 10 gennaio 2014 - Min. Economia e Finanze tale possibilità è stata estesa anche a tutti i liberi professionisti iscritti agli enti previdenziali con personalità giuridica di diritto privato (D.Lgs. 509/1994 e D.Lgs. 103/1996).

##### La politica di accorpamento degli enti previdenziali
A partire dalla riforma Dini lo Stato Italiano, in campo previdenziale, ha imboccato una strada di accorpamento degli enti previdenziali trasferendo la gestione dei fondi all'INPS.
Tale politica tende ad eliminare le discriminazioni tra i lavoratori oltre che a creare economie di scala nonché ad avere un sistema pensionistico obbligatorio capace di assorbire sia gli choc finanziari provenienti dall'esterno, sia gli squilibri propri dei sistemi pensionistici con gestione a ripartizione quando si manifestano in comunità ristrette di lavoratori gli squilibri demografici ed economici legati a settori economici specifici.
La riforma Dini ha iniziato con una politica che prevedeva l'armonizzazione degli ordinamenti pensionistici nel rispetto della pluralità degli organismi assicurativi.
La riforma delle pensioni Fornero prevede anch'essa la semplificazione, armonizzazione ed economicità dei profili di funzionamento delle diverse gestioni previdenziali.
Ma mentre le leggi fondamentali prevedono una convergenza dei sistemi pensionistici, con leggi ad hoc sono state trasferite le funzioni degli enti previdenziali all'INPS.
Nel 2013 l'INPS arrivava a gestire oltre il 90% delle posizioni previdenziali attive ed erogava oltre il 90% di tutte le prestazioni previdenziali pensionistiche dello Stato Italiano.
La restante parte viene gestita da oltre 20 casse di previdenza con personalità giuridica di fondazione o associazione, quindi privata, ancorché siano a tutti gli effetti pubbliche amministrazioni.
Un nuovo programma di Revisione della Spesa è stato approvato dal Governo Italiano il 19 novembre 2013.
In particolare il programma prevede: "3.3 INPS e altri enti previdenziali (completamento accorpamento enti previdenziali e razionalizzazione spese immobiliari)".

##### La previdenza sociale obbligatoria e la pressione fiscale
Gli enti gestori di forme di previdenza obbligatoria, sono inseriti dall'Istituto Nazionale di Statistica ISTAT ai sensi del co.3, art.1 della legge 31 dicembre 2009, nell'elenco delle pubbliche amministrazioni che concorrono al conto economico consolidato dello Stato.
Gli oneri sociali o contributi previdenziali versati agli enti, indipendentemente dalla fruizione dei servizi (ad esempio imprese), sono quindi imposte ai sensi dell'art. 23 della costituzione.
In definitiva la gestione previdenziale incide sulla pressione fiscale sia a livello generale dello Stato, sia nei confronti del singolo contribuente.

##### Gestione finanziaria degli enti
Gli enti gestori di forme di previdenza obbligatoria possono avere diverse modalità di gestione finanziaria:
1. gestione finanziaria a ripartizione senza capitali di copertura es. INPS;
2. gestione finanziaria a ripartizione con parziale copertura di capitali es. alcuni di quelli trasformati ai sensi del D.Lgs. 509/1994;
3. gestione finanziaria a ripartizione con capitali di copertura come quelli costituiti ai sensi del D.Lgs 103/1996.

#### Associazione di associazioni
Le casse di forma giuridica privata sono associate nell'ADEPP, Associazione degli Enti Previdenziali Privati.

### Leggi
- Costituzione della Repubblica Italiana
- Decreto legislativo 30 giugno 1994, n. 509, in materia di "Attuazione della delega conferita dall'art. 1, comma 32, della legge 24 dicembre 1993, n. 537, in materia di trasformazione in persone giuridiche private di enti gestori di forme obbligatorie di previdenza e assistenza."
- Decreto legislativo 10 febbraio 1996, n. 103, in materia di "Attuazione della delega conferita dall'art. 2, comma 25, della legge 8 agosto 1995, n. 335, in materia di tutela previdenziale obbligatoria dei soggetti che svolgono attivita' autonoma di libera professione."
- Decreto-legge 16 marzo 2012, n. 16, articolo 5, in materia di "Disposizioni urgenti in materia di semplificazioni tributarie, di efficientamento e potenziamento delle procedure di accertamento."
- Decreto legislativo 9 luglio 1997, n. 241, articolo 17, in materia di "Norme di semplificazione degli adempimenti dei contribuenti in sede di dichiarazione dei redditi e dell'imposta sul valore aggiunto, nonché di modernizzazione del sistema di gestione delle dichiarazioni."

### Sentenze
- Sentenza Consiglio di Stato 28/11/2012 (XML), su giustizia-amministrativa.it. URL consultato il 20 marzo 2013 (archiviato dall'url originale il 27 marzo 2013).

### News
- Da dove partire per la riforma del welfare, in LaVoce.info. URL consultato il 3 ottobre 2014.
- (EN) Cristofer Emsdem, Italian Generation Feels Fiscal Squeeze, in The Wall Street Journal, 25 febbraio 2013. URL consultato il 3 settembre 2021 (archiviato dall'url originale il 12 aprile 2013).
- Alessandro Tapparini, Wall Street Journal: "40enni italiani schiacciati da fisco e welfare", in America 24.

### Web
- Giuseppe Smargiassi, Enti nazionali di previdenza sociale, su treccani.it. URL consultato il 30 agosto 2014.
- PRESENTAZIONE DELLA SEZIONE «SPECIALE CASSE» (PDF), su mefop.it. URL consultato il 13 giugno 2014 (archiviato dall'url originale il 14 luglio 2014).
- Professionisti: contributi previdenziali compensabili con i crediti IRPEF o IVA, su ingenio-web.it. URL consultato il 27 gennaio 2014 (archiviato dall'url originale il 3 febbraio 2014).
- Elenco pubbliche amministrazioni, su rgs.mef.gov.it. URL consultato il 6 aprile 2013 (archiviato dall'url originale il 18 marzo 2013).
- Primo Rapporto AdEPP 2011, su docs.google.com.
- Inarcassa Bilancio di previsione 2013, su docs.google.com. URL consultato il 20 marzo 2013.
- Conto Economico delle Amministrazioni Pubbliche 2011 (PDF), su rgs.mef.gov.it. URL consultato il 6 aprile 2013 (archiviato dall'url originale il 26 settembre 2013).
- Sistemi finanziari di gestione dei fondi previdenziali e metodi di calcolo delle prestazioni, su docs.google.com. URL consultato il 20 marzo 2013.
- Modello F24 Riscossione unificata, su inps.it. URL consultato il 3 gennaio 2014 (archiviato dall'url originale il 3 gennaio 2014).
- GUIDA PRATICA al PAGAMENTO delle IMPOSTE, su agenziaentrate.gov.it. URL consultato il 28 dicembre 2013 (archiviato dall'url originale il 20 marzo 2013).